# Reparo dirigido por homologia
Em Biologia Molecular, o reparo dirigido por homologia (HDR) é um mecanismo nas células para reparar lesões de ADN de fita dupla. A forma mais comum de HDR é a recombinação homóloga